# اللغة الإترورية
اللغة الإترورية هي اللغة التي تحدث بها شعب الحضارة الإترورية في منطقة إتروريا القديمة، والتي شملت أيضًا إتروريا بادانا وإتروريا كامبانا، وهي تقع حاليًا ضمن أراضي إيطاليا. أثرت اللغة الإترورية في اللغة اللاتينية، لكنها اندثرت في النهاية وحلّت اللاتينية محلها. تم العثور حتى الآن على حوالي 13 ألف نقش إتروري، قلة قليلة منها تحتوي على نصوص طويلة ذات أهمية؛ من بين هذه النقوش، هناك بعض النقوش الثنائية اللغة (بلغتين) تشمل نصوصًا بالإترورية إلى جانب اللاتينية أو اليونانية أو الفينيقية، إلى جانب عدد قليل من الكلمات الدخيلة المحتملة.  تعود الشهادات على استخدام هذه اللغة إلى الفترة ما بين عام 700 قبل الميلاد وحتى 50 بعد الميلاد، وقد كانت العلاقة بين الإتروسكانية واللغات الأخرى موضع نقاش ودراسة طويلة الأمد. في الوقت الحاضر، من المتفق عليه عمومًا هو أن الإترورية تنتمي إلى عائلة اللغات التيرسينية، لكنها كانت تُعد سابقًا لغة معزولة قبل أن يُعترف بها كواحدة من هذه العائلة، رغم وجود عدد من الفرضيات الأخرى الأقل شهرة.
يتفق الباحثون في اللغويات وعلماء الإترورية أنها لغة ما قبل-هندوأوروبية ومن أوروبا القديمة (باليو-أوروبية)، وهي قريبة من اللغة الرائيتية التي كانت تُنطق في جبال الألب، وكذلك من اللغة اللمنية (نسبة إلى جزيرة ليمْنوس) التي توجد لها فيها بعض النقوش المحدودة.
تتشابه الأبجدية الإترورية مع اليونانية، وخاصة مع الأبجدية الإيوبية التي جلبها المستوطنون اليونانيون إلى جنوب إيطاليا. ونتيجة لذلك، تمكن علماء اللغة من قراءة هذه النقوش من حيث النطق التقريبي للكلمات، لكن مع ذلك، لم يتم بعد فهم معناها الكامل. وباستخدام منهج التحليل التركيبي، أمكن تصنيف بعض الكلمات الإترورية إلى فئات نحوية مثل الأسماء والأفعال، وتم التعرف على بعض نهايات التصريف، وتحديد معاني بعض الكلمات المتكررة جدًا.
عند مقارنة الأبجدية الإترورية باليونانية، يتضح مدى دقة احتفاظ الإتروسكان بالحروف اليونانية، حيث احتوت أبجديتهم على حروف تم التخلي عنها لاحقًا في الأبجدية اليونانية مثل الـ «ديغمّا»، و«سامبي»، و«قوبّا».
من الناحية النحوية، كانت اللغة الإترورية لغة إلصاقية، أي تُكوَّن الكلمات فيها (الأسماء والأفعال) من جذور مضافة إليها لواحق نحوية تُظهر التصريف، مع وجود بعض التدرج أو التغيّر في الحركات الصوتية. تُظهر الأسماء خمس حالات، مع التمييز بين المفرد والجمع، كما وُجد تمييز بين المذكر والمؤنث في الضمائر بين الكائنات الحية وغير الحية.
يبدو أن النظام الصوتي في الإترورية كان شائعًا على مستوى اللغات عالميًا، إذ شمل أربع حروف علة رئيسية وتمييزًا بين الحروف الانفجارية المزفورة وغير المزفورة. وتُشير السجلات إلى حدوث تغيّرات صوتية على مدى الزمن، منها فقدان ثم عودة حروف العلة داخل الكلمة، ربما نتيجة لتأثير النبرة الثابتة في بداية الكلمات الإترورية.
تأثرت ديانة الإتروسكان بالديانة اليونانية، وكثير من القطع الأثرية المكتوبة بالإترورية تحمل طابعًا دينيًا أو نذريًا. كانت الإترورية تُكتب بأبجدية مشتقة من الأبجدية اليونانية، والتي أصبحت مصدرًا للأبجدية اللاتينية وغيرها من الأبجديات في إيطاليا وربما خارجها. كما يُعتقد أن الإترورية كانت مصدرًا لبعض الكلمات الثقافية الهامة في أوروبا الغربية، مثل «militar» (العسكرية) و«person» (شخص)، التي ليس لها جذور هندوأوروبية واضحة.

## تاريخ محو الأمية بالإترورية
كان انتشار معرفة القراءة والكتابة بالإترورية واسعًا على سواحل البحر المتوسط، كما يتضح من حوالي 13 ألف نقش (إهداءات، شواهد قبور، إلخ)، أغلبها قصير نسبيًا، ولكن بعضها طويل بشكل ملحوظ. يعود تاريخ هذه النقوش إلى حوالي 700 قبل الميلاد.
كان لدى الإتروسكيين أدب غني، كما أشار إليه مؤلفون لاتينيون. كان كل من ليفي (Livy) وشيشرون (Cicero) على دراية بأن الطقوس الدينية الإترورية المتخصصة تم تدوينها في عدة مجموعات من الكتب باللغة الإترورية، تحت عنوان لاتيني عام هو Etrusca Disciplina. تناولت كتب الكهانة بفحص أحشاء الحيوانات المضحى بها (Libri Haruspicini) العرافة من خلال قراءة أحشاء الحيوانات المُضحّى بها، بينما شرحت كتب العرافة بالصواعق (Libri Fulgurales) فن العرافة من خلال مراقبة البرق. أما المجموعة الثالثة، كتب الشعائر الدينية (Libri Rituales)، فقد تكون قدّمت مفتاحًا لفهم الحضارة الإترورية؛ إذ إن نطاقها الأوسع شمل المعايير الاجتماعية والسياسية للإتروسكيين، بالإضافة إلى الممارسات الطقسية. ووفقًا للكاتب اللاتيني من القرن الرابع ميلادي موروس سيرفيوس هونوراتوس (Maurus Servius Honoratus)، كانت هناك مجموعة رابعة من الكتب الإترورية تتناول الآلهة الحيوانية، ولكن من غير المرجح أن أي عالم في ذلك العصر كان قادرًا على قراءة الإترورية. ومع ذلك، لم ينجُ من تلك الكتب سوى كتاب واحد (وليس نقشًا)، وهو Liber Linteus، وقد نجا فقط لأن الكتان الذي كُتب عليه استُخدم كغلاف لمومياء.
بحلول عام 30 قبل الميلاد، لاحظ ليفي أن الإترورية كانت تُدرّس سابقًا على نطاق واسع لأطفال الرومان، ولكنها استُبدلت لاحقًا بتدريس اليونانية، في حين أشار فارو (Varro) إلى أن الأعمال المسرحية كانت تُؤلف سابقًا بالإترورية.

## الانتشار الجغرافي
تم العثور على نقوش في شمال غرب ووسط غرب إيطاليا، في المنطقة التي لا تزال تُعرف حتى اليوم باسم حضارة الإتروسكان، توسكانا (من اللاتينية tuscī وتعني «إتروسكيون»)، وكذلك في لاتسيو الحديثة شمال روما، وفي أومبريا غرب نهر التيبر، وفي وادي بو شمال إتروريا، وفي كامبانيا. قد يشير هذا النطاق إلىالحد الأقصى للموطن الإيطالي حيث كانت اللغة مستخدمة في وقت من الأوقات.
خارج إيطاليا، تم العثور على نقوش في كورسيكا، وغاليا ناربو (جنوب فرنسا)، واليونان، والبلقان. ومع ذلك، فإن أكبر تركيز للنقوش يوجد في إيطاليا.

## التصنيف

### فرضية عائلة اللغات التيرسينية (Tyrsenian)
في عام 1998، طرح هيلموت ريكس (Helmut Rix) وجهة نظر مفادها أن اللغة الأترورية مرتبطة بلغات منقرضة أخرى مثل اللغة الرائيتية (Raetic)، التي كانت تُنطق في العصور القديمة في جبال الألب الشرقية، واللغة الليمينية (Lemnian)، وأضاف بعض العلماء أيضًا اللغة الكامونية (Camunic) التي كانت تُنطق في جبال الألب الوسطى. وقد حازت فرضية ريكس بشأن عائلة اللغات التيرسينية (Tyrsenian) قبولًا واسعًا بين الباحثين، وأكدها كل من ستيفان شوماخر، ونوربرت أوتينغر، وكارلو دي سيموني، وسيمونا ماركيسيني.
تم العثور على خصائص مشتركة بين الإترورية والرائيتية والليمينية في النحو والصوتيات وتركيب الجملة، لكن لا يوجد سوى عدد قليل من المراسلات المعجمية الموثقة، ويُعزى ذلك جزئيًا إلى قلة النصوص المتوفرة بالرائيتية والليمينية. ومن جهة أخرى، غالبًا ما تُعتبر عائلة اللغات التيرسينية (أو التيرينية المشتركة) لغات من حقبة ما قبل الهندو-أوروبية (Paleo-European)، وتسبق وصول اللغات الهندو-أوروبية إلى جنوب أوروبا. ويعتقد العديد من العلماء أن اللغة الليمينية ربما وصلت إلى بحر إيجه خلال أواخر العصر البرونزي، عندما كان حكام الميسينيين (Mycenaeans) يستعينون بمرتزقة من صقلية وسردينيا ومناطق مختلفة من شبه الجزيرة الإيطالية. ويرى علماء مثل نوربرت أوتينغر، وميشيل غراس، وكارلو دي سيموني أن اللغة الليمينية تشهد على وجود مستوطنة تجارية إترورية في جزيرة ليمونس قبل عام 700 قبل الميلاد، لا علاقة لها بشعوب البحر.

### الدراسات الأركيولوجية الجينية (Archeogenetic)
توصل تحليل أركيولوجي-جيني نُشر عام 2021 لأفراد إتروريين عاشوا بين عامي 800 قبل الميلاد و1 قبل الميلاد إلى أن الأتروريين كانوا من السكان الأصليين في المنطقة، وأنهم متشابهون وراثيًا مع سكان اللاتين في العصر الحديدي المبكر. وتشير الدراسة إلى أن اللغة الإترورية، وبالتالي باقي لغات العائلة التيرسينية، ربما تكون من اللغات الباقية من تلك التي كانت واسعة الانتشار في أوروبا منذ العصر الحجري الحديث الأوروبي، أي قبل وصول اللغات الهندو-أوروبية، وهو ما كان قد جادل به سابقًا عالم الوراثة الألماني يوهانس كراوس، الذي خلص إلى أنه من المحتمل أن تكون اللغة الأترورية (وكذلك الباسكية، والسردينية القديمة، والمينوية) قد تطورت في القارة الأوروبية خلال مسار ثورة العصر الحجري الحديث. يشير غياب التداخل الوراثي الحديث المرتبط بالأناضول والأصول المرتبطة بإيران بين الإتروريين، الذين اندمجوا وراثيًا بشكل واضح مع المجموعة الأوروبية، إلى أن وجود عدد قليل من النقوش التي عُثر عليها في جزيرة ليمْنوس، بلغة قريبة من الإترورية والرائيتية، «قد يُمثّل تحركات سكانية انطلقت من شبه الجزيرة الإيطالية».